# Betasuchus
Betasuchus („Beta krokodýl“) byl rod menšího masožravého dinosaura (teropoda), pravděpodobně z nadčeledi Abelisauroidea. Žil v období pozdní křídy (asi před 70 až 66 miliony let) na území dnešního Nizozemska (fosilie byly objeveny nedaleko města Maastricht).

## Objev a popis

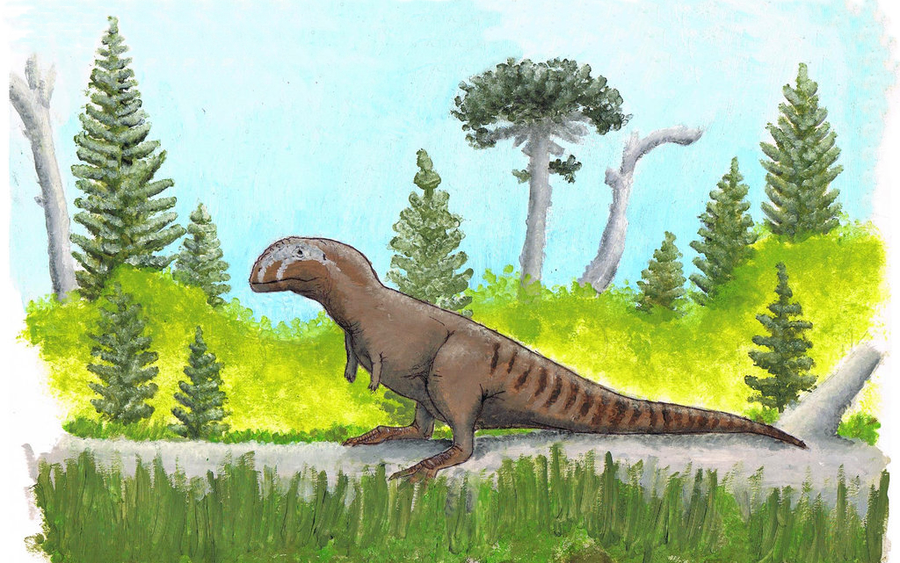
Značně hypotetická rekonstrukce vzezření betasucha.

Fosilie tohoto teropodního dinosaura byly objeveny někdy mezi roky 1820 a 1860 v lomu u St Pietersberg nedaleko města Maastricht. Stáří sedimentů činí asi 70 až 66 milionů let, jednalo se tedy o jednoho z posledních známých evropských dinosaurů z období druhohor. Zkamenělina v podobě úlomku stehenní kosti o délce 312 mm byla popsána již roku 1883 jako Megalosaurus bredai, v roce 1926 však německý paleontolog Friedrich von Huene poznal, že se jedná o zkamenělinu jiného teropodního dinosaura a o šest let později stanovil nové rodové jméno Betasuchus. Tento teropod byl poměrně malým druhem, dosahujícím délky kolem 4 metrů. Není jisté, zda se skutečně jednalo o zástupce abelisauroidů nebo jiných teropodů, některými paleontology je tento taxon považován za nomen dubium (pochybné vědecké jméno).